# Nassaji Mazandaran
Nassaji Mazandaran (perz. نساجی مازندران) je iranski nogometni klub iz Kaemšahera. Službeno je osnovan 1959. godine
Nazvan je prema tvornici Nassaji Mazandaran. Sudjeluje u iranskoj prvoj nogometnoj ligi.
Nassaji ima jednu od najviših prosječnih posjećenosti u Iranu. Nassaji je također najstariji klub iz kaspijske regije Irana i jedan od najstarijih u cijelom Iranu. Nassaji je promoviran u Proligu Perzijskog zaljeva po prvi put 2018., čime je postao druga momčad iz pokrajine Mazandaran koja je ikada igrala u ligi.

## Povijest

### Osnivanje
Tvrtka Nassaji Mazandaran osnovala je klub u Kaemšaheru 1959. Nassaji je ušao u Qods Cup 1988., a ubrzo nakon toga su ušli u najvišu diviziju Azadegan League 1991. i ostali jaki konkurent u toj diviziji do 1995. godine.

### Posljednje godine
Nassaji je ostao u 2. ligi do 2001. godine, a kada je Iranski nogometni savez odlučio pokrenuti profesionalnu ligu, liga Azadegan postala je druga najviša liga u Iranu. Godine 2004. Nassaji je ispao u niži rang, ali su promaknuti natrag u Azadegan ligu na kraju sezone 2005.-'06. Dana, 3. kolovoza 2006. Nasser Hejazi potpisao je kao glavni trener Nassajija jednogodišnji ugovor za sezonu Azadegan League 2006/07. U sezoni 2013.–'14., Nassaji bio najbliži promociji u Persian Gulf Pro League od njihovog ispadanja iz prve lige 1995. godine, momčad je završila na trećem mjestu u skupini A, što je jedno mjesto manje od prelaska u viši rang. Sljedeće sezone Nassaji je ponovno završio treći i bio je dva boda izvan mjesta za promociju u play-offu.

### Pro liga Perzijskog zaljeva
Dana, 29. travnja 2018., nakon pobjede protiv Rah Ahana, Nassaji je završio na drugom mjestu u Azadegan ligi i po prvi put je promoviran u Pro League Persian Gulf.

## Vanjske poveznice
- (perz.)
- (engl.)
- (engl.)